# Молодіжна збірна Чехословаччини з хокею із шайбою
Молодіжна збірна Чехословаччини з хокею із шайбою — молодіжна хокейна збірна, яка існувала з 1974 по 1992 рік. Припинила своє існування у зв'язку з розпадом Чехословаччини на Чехію та Словаччину 1 січня 1993 року. За свою коротку історію збірна Чехословаччини жодного разу не посідала місце нижче шостого (це було на дебютному чемпіонаті) на чемпіонатах світу, завоювавши п'ять разів срібні медалі та ще сім разів бронзові медалі.

## Результати на чемпіонатах світу
- 1974 рік – Закінчили на 6-му місці
- 1975 рік – Закінчили на 4-му місці
- 1976 рік – Закінчили на 3-му місці Бронзові медалі
- 1977 рік – Закінчили на 3-му місці Бронзові медалі
- 1978 рік – Закінчили на 4-му місці
- 1979 рік – Закінчили на 2-му місці Срібні медалі
- 1980 рік – Закінчили на 4-му місці
- 1981 рік – Закінчили на 4-му місці
- 1982 рік – Закінчили на 2-му місці Срібні медалі
- 1983 рік – Закінчили на 2-му місці Срібні медалі
- 1984 рік – Закінчили на 3-му місці Бронзові медалі
- 1985 рік - Закінчили на 2-му місці Срібні медалі
- 1986 рік - Закінчили на 4-му місці
- 1987 рік – Закінчили на 2-му місці Срібні медалі
- 1988 рік – Закінчили на 4-му місці
- 1989 рік – Закінчили на 3-му місці Бронзові медалі
- 1990 рік – Закінчили на 3-му місці Бронзові медалі
- 1991 рік – Закінчили на 3-му місці Бронзові медалі
- 1992 рік – Закінчили на 5-му місці
- 1993 рік – Закінчили на 3-му місці Бронзові медалі